# Grabmal Victor und Margarethe Schoeller

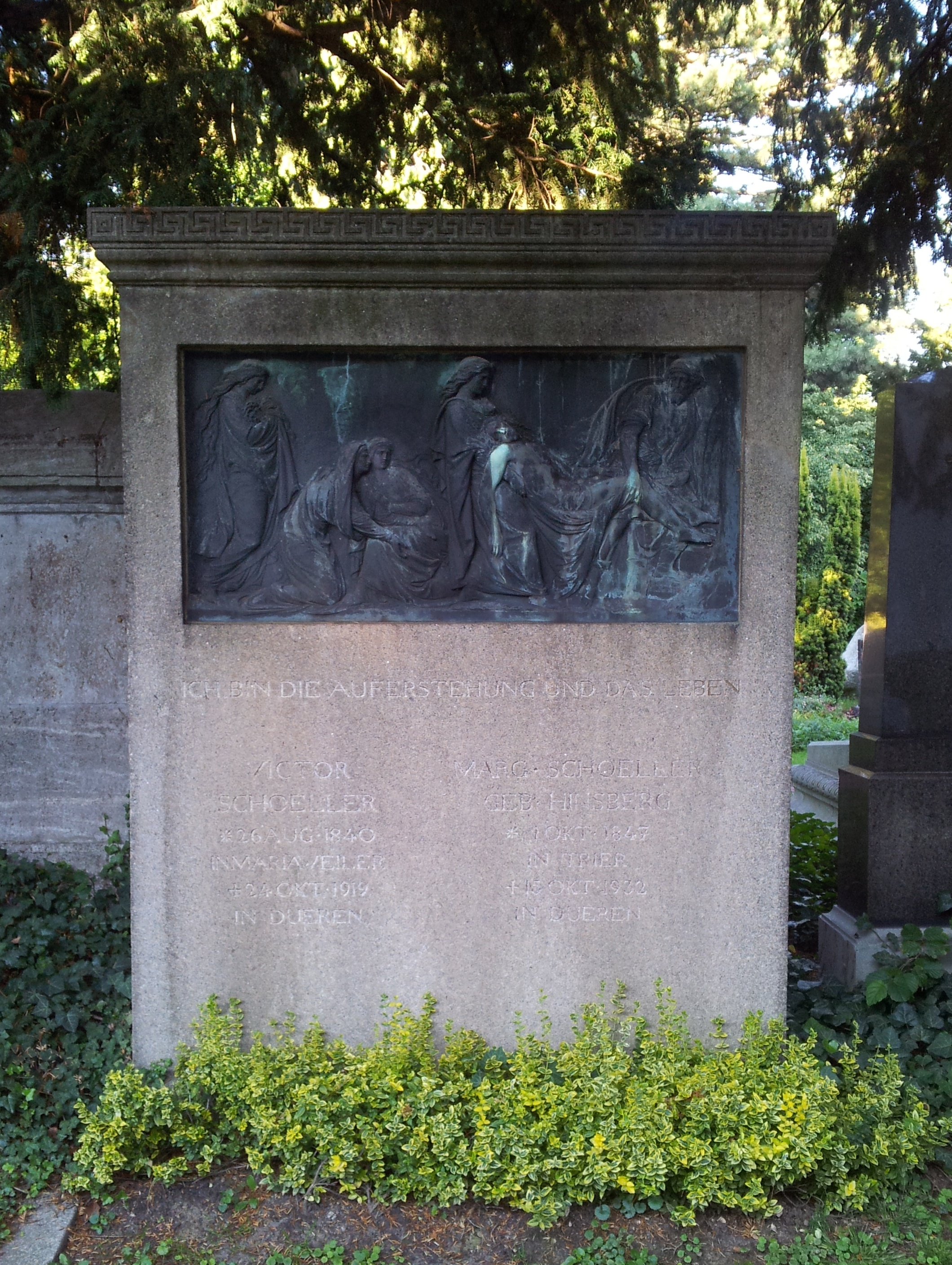
Grabmal mit Bronzerelief

Das Grabmal Victor und Margarethe Schoeller befindet sich in Düren in Nordrhein-Westfalen. 
Die Grabstätte liegt auf dem evangelischen Friedhof in der Kölnstraße.
Das Grabmal besteht aus einem Bronzerelief von August Wittig aus dem Jahre 1858. Das Relief zeigt die naturalistische Darstellung der Grablegung Christi in Anlehnung an die Kunst des italienischen Cinquecento.
Das Bauwerk ist unter Nr. 1/055c in die Denkmalliste der Stadt Düren eingetragen.